# Niels Wilhelm Gade
Niels Wilhelm Gade, danski skladatelj, dirigent, violinist, orglar in pedagog, * 22. februar 1817, København, † 21. december 1890, København.
Gade je bil osrednja osebnost romantičnega obdobja na Danskem. Poklicno pot je začel pri šestnajstih letih kot violinist v Danskem kraljevem simfoničnem orkestru v Københavnu, leta 1840 pa je njegova uvertura Odmevi na Ossiana prejela nagrado malo prej ustanovljenega københavnskega glasbenega združenja. Njegovo prvo simfonijo je leta 1843 v Leipzigu izvedel Felix Mendelssohn. Dosegla je bučen uspeh in Gade je odšel v Leipzig, kjer je postal Mendelssohnov asistent v orkestru Gewandhaus in profesor na tamkajšnjem konservatoriju. Po Mendelssohnovi smrti so prav Gadeja izbrali za glavnega dirigenta orkestra Gewandhaus. Vendar je leta 1848 v Nemčiji izbruhnila revolucija, Nemčija in Danska pa sta se zapletli v vojaški spopad. Gade se je vrnil v København in tam reorganiziral zamirajoče glasbeno združenje, ustanovil je stalni simfonični orkester in pevski zbor, leta 1866 pa je postal eden od direktorjev kopenhagenskega konservatorija. Kot virtuoz, skladatelj in dirigent je užival mednarodno slavo. Posebej so ga cenili zaradi nordijskega kolorita in pogoste uporabe folklornih motivov v njegovih zgodnjih delih. Njemu pa je v južnih deželah tako cenjena nordijska temačnost sčasoma začela presedati. Svojemu prijatelju Edvardu Griegu je rekel: »Domoljubje včasih utruja.« Čeprav je domoljubne danske ljubitelje glasbe vprašanje, ali je Gade ohranil v svoji glasbi nacionalne vrednote, ali pa je podlegel tujim vplivom, zelo tiščalo, je skladatelj v poznejših letih skladal pod močnim vplivom nemške romantične šole, posebej pa mu je bil ljub Mendelssohnov lirični slog. 